# Tlacaellel

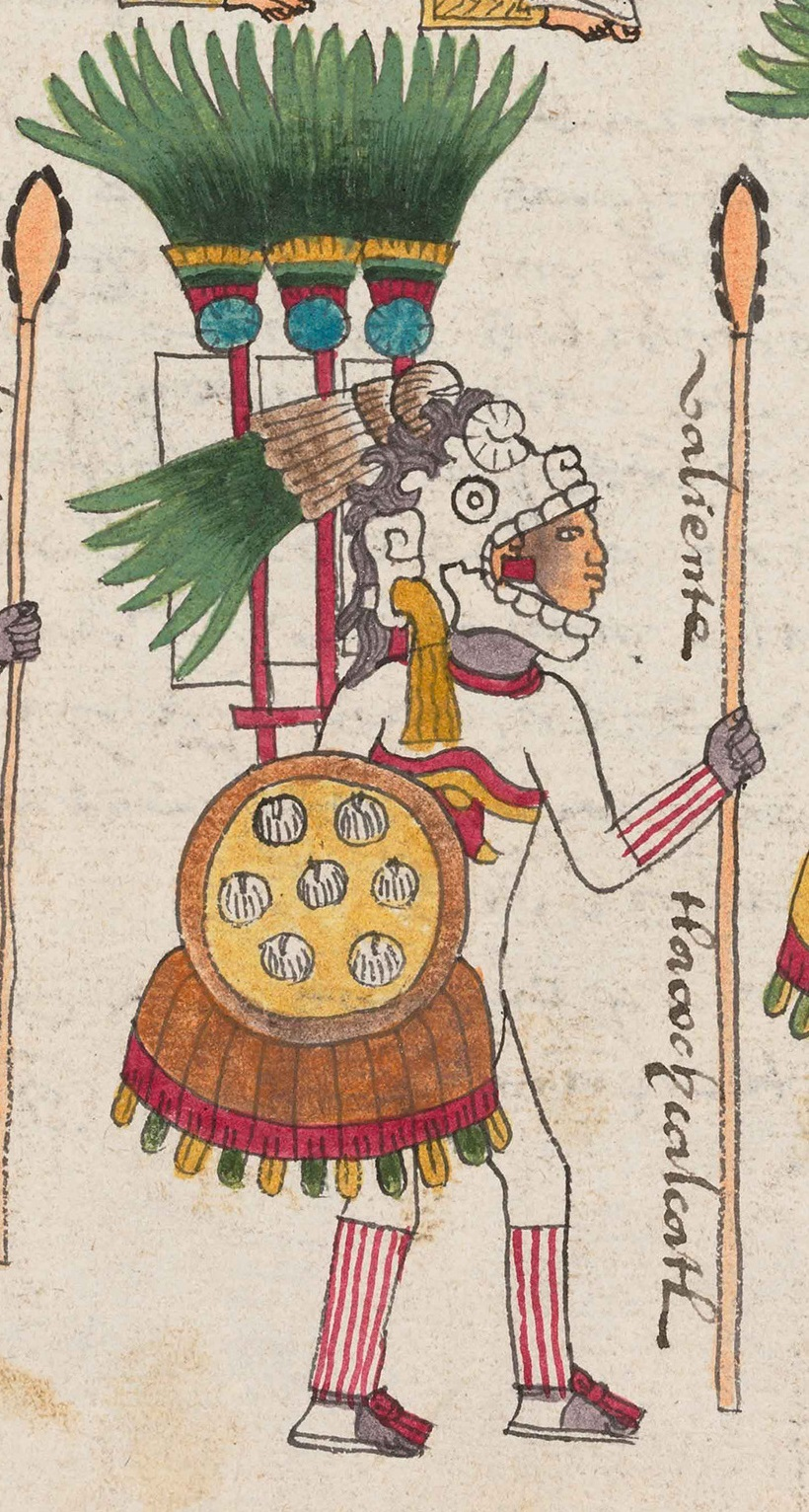
Uitmonstering van de Tlacochcalcatl

Tlacaellel (1397 - 1487), ook wel Tlacaelel of Tlacayelel geschreven, was een invloedrijk krijgsaanvoerder (met de rang van Tlacochcalcatl) en staatsman in het Azteekse Rijk. Hij was de neef van koning Itzcoatl en de broer van koning Moctezuma I. Hij bekleedde de positie van cihuacoatl, de tweede man in het rijk en belangrijkste adviseur van de koning.
Tlacaellel herschreef de Azteekse geschiedenis. Hij zorgde ervoor dat Azteekse edelen met afstammelingen van de Tolteekse heersers trouwden. Tijdens de regering van Moctezuma I liet hij alle geschriften die de bescheiden afkomst van de Azteken beschreven vernietigen. 
Tlacaellel bevorderde de verering van de rijksgod Huitzilopochtli, wat een enorme stijging van het aantal mensenoffers tot gevolg had. Hij gaf opdracht tot het uitbouwen van de hoofdtempel (Templo Mayor) van Tenochtitlan. Bij de inhuldiging werden duizenden mensen geofferd. De 'klassieke' schatting gaat uit van 80.000, maar dat is waarschijnlijk sterk overdreven. Moderne historici gaan uit van 2000 tot 5000 mensenoffers.